# Calle Luis Agote
Coordenadas 
La calle Luis Agote es una arteria ubicada al sur de la ciudad de Córdoba. El catastro municipal muestra a esta calle como arteria secundaria, pero el tránsito constante la convierte en arteria principal.
La calle inicia en la Av.Julio A.Roca con la nomenclatura 1400, y finaliza en Agustín R.Arias con la nomenclatura 4000, por lo tanto la arteria se extiende por 2,6 km.
La Luis Agote corre como paralela norte a la Av.Fuerza Aérea Argentina ,dicha avenida al ir en una sección no del todo diagonal, se va alejando de calle Luis Agote, por lo tanto en el inicio se encuentra la continuación de Av.F.Aérea hacia el centro, luego esta a una cuadra de distancia, y así respectivamente hasta el final donde se encuentra a 14 cuadras de la avenida.

## Toponimia
La Municipalidad de Córdoba le dio este nombre a la calle en honor al médico Luis Agote .

## Transporte sobre su traza
Sobre la calle Luis Agote circula la línea C2 de la empresa Coniferal S.A.C.I.F. de la siguiente manera:
- Desde el centro: Desde calle Sol de Mayo dobla en dirección oeste a Luis Agote y luego dobla en calle Iseas.

- Hacia el centro: Desde calle Iseas, se dirige en dirección este hasta calle Río Negro, para así seguir hacia el centro de la ciudad

| Corredor | Líneas                              |
| -------- | ----------------------------------- |
|          | - 62 y 67 (Sin paradas en la Calle) |

## Paradas de transporte
Las paradas de colectivos de la línea 67 sobre calle Luis Agote se ubican en:
Desde el centro:
- Luis Agote 2130
- Luis Agote 2341
- Luis Agote 2566
- Luis Agote 2743
- Luis Agote 2912
- Luis Agote 3068
- Luis Agote 3240
- Luis Agote 3390
- Luis Agote 3634

Hacia el centro:
- Luis Agote 3625
- Luis Agote 3400
- Luis Agote 3253
- Luis Agote 3061
- Luis Agote 2878
- Luis Agote 2774
- Luis Agote 2600
- Luis Agote 2451
- Luis Agote 2305
- Luis Agote 2167
- Luis Agote 1800
- Luis Agote 1646

## Proyectos inconclusos
La calle Luis Agote tiene muchas polémicas en el sector por los proyectos gubernamentales que se vienen prometiendo desde hace casi cuatro décadas.
Entre estos proyectos se encuentran el del ensanche de la calle, en la cual concluía en que en ambos sentidos se iban a ensanchar para habilitar un carril de estacionamiento y paradas de colectivos para cada sentido, pero el crecimiento de nuevas viviendas no se respetó el límite de edificación el la gran mayoría (pues otros si lo han hecho) y el proyecto aún está en estudio.
Otro proyecto en estudio es el de cambio de sentido, calle Luis Agote pasaría de sentido doble a sentido único (ya sea hacia el centro o desde el centro). Si Luis Agote cambiaba la circulación, la calle paralela al sur Héctor Paniza cambiara también su circulación doble a única; obviamente en dirección contraria a Luis Agote.

## Semaforización
Luis Agote cuenta con ocho cruces semasforizados:
- Luis Agote y Avenida Julio A.Roca
- Luis Agote y Río Negro
- Luis Agote y Sol de Mayo
- Luis Agote y Juan H. Vieytes
- Luis Agote y Alte.G.Brown
- Luis Agote y Maestro Vidal
- Luis Agote y Av. Los Plátanos
- Luis Agote y Félix Paz

## Luis Agote como límite barrial
La calle Luis Agote es usado como límite entre varios barrios del sector de la ciudad de Córdoba.
La arteria es el límite sur de Bº Villa Maurizzi con B° Carola Lorenzini al igual que el último mencionado con Bº San Francisco y Bº Residencial Santa Ana. Además Bº Residencial Santa Ana usa como límite sur con Bº Avenida a calle Luis Agote.
Luego de cruzar Juan H.Vieytes, la calle Luis Agote divide a BºLos Naranjos y Bº San Rafael B hasta calle Alte. G.Brown para luego dividir Bº San Rafael A y Bº 1ªJunta con BºEl Trébol hasta calle Maestro Vidal.
Tras atravesar la última arteria, la calle Luis Agote zurca el extenso Bº Los Plátanos hasta el cruce con calle Félix Paz donde a partir de allí divide a Bº Los Granados al sur y B° Consorcio Esperanza al norte. 
Finalmente la calle atraviesa el canal de Bº Los Granados, cruzando la Roque Arias hasta concluir en Bº Residencial San Roque, siendo el tope la calle Filiberto de Mena.